# Michelson-Morley-eksperimentet
Michelson–Morley experiment er et vigtigt og berømt eksperiment i fysikkens historie, der blev udført i 1887 af Albert Michelson and Edward Morley med det formål at måle Jordens bevægelse i forhold til æteren.

## Udførsel af eksperimentet
Under eksperimentet vil lyset bevæge sig fra lyskilden over imod glaspladen, der er roteret 45° i forhold til lysets bevægelsesretning. Denne glasplade fungerer som
lysdeler, hvilket vil sige at halvdelen af lyset slipper direkte igennem pladen (grøn på illustrationen) imens den anden halvdel reflekteres, så det reflekterede lys står vinkelret på den oprindelige lysstråle (blå på illustrationen). Det lys der slap lige igennem (grøn) og det reflekterede lys (blå), fortsætter nu hver deres bane indtil de rammer hvert sit spejl. På turen tilbage reflekteres noget af lyset fra grøn, imens noget af lyset fra blå fortsætter lige igennem lysdeleren. Dette resulterer i, at de to lysstråler til sidst ender ved teleskopet, hvor de vil danne et interferensmønster hvis der er krusninger i rumtiden.
Dog kunne eksperimentet ikke påvise jordens bevægelse.